# Catarina (Schiff)
Die Catarina ist ein hölzerner deutscher Fischewer mit schwarzem Rumpf und weißen und lohfarbenen Segeln. Sie trägt die Fischereinummer ALT 287. Sie ist ein Traditionsschiff und hat seit ihrer umfassenden Restaurierung in den Jahren 1976–1978 immer wieder Ehrungen für die Qualität ihrer Restaurierung und die dokumentarische Wichtigkeit in Bezug auf die Seefahrtsgeschichte erhalten, so beispielsweise auf der Operation Sail 1978 in Oslo oder der Rumregatta in Flensburg. Die Catarina gilt als das einzige noch segelnde Exemplar ihrer Schiffsgattung.

## Geschichte
Der Elbfischer Hans Rübcke ließ sich 1889 durch die in Neuhof bei Hamburg liegende Werft Johann Brandt die Catarina nach seinen eigenen Vorstellungen bauen. Sie sollte für mehrere Fischereiarten im gesamten Elbverlauf geeignet sein. Rübcke fischte meist mit dem Hamen, teilweise aber auch mit Treibnetzen. In den Sommermonaten betrieb er auch Wattfischerei mit Grundstellnetzen oder nutzte bei der Arbeit in der Elbmündung bei Cuxhaven Grundschleppnetze. Diese verschiedenen Fangformen sollten mit seinem Schiff möglich sein. Gefischt wurde hauptsächlich auf Aal, Stör und Stint, im Wattenmeer auch Schollen. Nach dem Motoreinbau sollen auch Krabben gefangen worden sein.
Bis 1951 blieb die Catarina im Besitz der Familie Rübcke. Dann wurde der ausgeschlachtete Rumpf an einen unbekannten Käufer weiterverkauft. Nach ihrer Außerdienststellung im Jahre 1976 kaufte sie der Hamburger Kaufmann Wolfgang Friedrichsen (* 20. August 1940; † 22. Juni 2004) und restaurierte sie von Grund auf. Friedrichsen vererbte sein Schiff an die Stiftung Hamburg Maritim. Seit dem Jahre 2007 ist das Schiff nach längerer, erneuter Restaurierung in den Jahren 2004–2006 und Klärung des Betreiberkonzeptes wieder in Fahrt. Der Verein Freunde des Fischewers Catarina hat die Pflege und Infahrthaltung im Auftrage und in Zusammenarbeit mit der Stiftung übernommen.

### Standorte und Fischereinummern
Im Laufe ihrer Geschichte hatte die Catarina mehrere Standorte. Zunächst in Neuhof beheimatet, ging sie 1919 nach Altenwärder. Hier erhielt sie erst ihre Fischereinummer ALT 287, während sie zuvor eine Nummer des Landkreises Lüneburg geführt hatte. Da Altenwärder 1938 hamburgisch wurde, musste dies auch mit Catarinas Nummer geschehen, sie lautete fortan HF 345. Während der Besatzungszeit nach dem Zweiten Weltkrieg erhielt sie zusätzlich die Nummer F 741 der britischen Fischerei- und Schifffahrtaufsichtsbehörden. Ab 1951 bis zum Ende der Dienstzeit führte sie aufgrund ihrer Stationierung in Bremerhaven die Nummer BX 599.
Mit der Rückkehr nach Hamburg wurde wieder die Altenwärder Fischereinummer am Rumpf angebracht, die heute keine offizielle Fischereinummer mehr ist. Bis zum Tode ihres Eigners Friedrichsen lag die Catarina im Museumshafen Oevelgönne, nach Fertigstellung des Sandtorhafen in der Hamburger HafenCity hat sie dort seit September 2008 ihren festen Liegeplatz erhalten.

### Geschichtliche Besonderheiten
In einer kurzen Phase des Zweiten Weltkrieges war die Catarina, wie viele andere Berufsfahrzeuge, zwangsweise für das Unternehmen Seelöwe vorgesehen.

## Restaurierung
Wie bei allen alten Schiffen stellte sich auch bei der Catarina die Frage, wie und inwieweit der Urzustand des Schiffes wiederhergestellt werden konnte. Abgesehen von den grundsätzlichen Erwägungen insbesondere im Bereich der Konservierung und Restaurierung von Schiffen, wann denn ein Schiff überhaupt noch das ursprüngliche Schiff sei, werden auch nicht alle Veränderungen im Rahmen von Bauzeichnungen oder anderen schriftlichen Unterlagen fixiert. Anders als bei Häusern oder Kunstwerken ist bei Schiffen, welche in Fahrt bleiben sollen, der Funktionserhalt höher als der Substanzerhalt zu werten. Durch die Belastungen auf See sind Schiffe wesentlich höheren Anforderungen ausgesetzt als die meisten anderen Denkmäler jedweder Form. Als ursprüngliche Substanz der Catarina werden in der Expertise über den Elbfischer-Ewer CATARINA für das Denkmalschutzamt Hamburg folgende Teile genannt: Ein Teil des alten Bugpollers, Planken im Unterwasserbereich, Bodenlager, der Hauptanteil der Spanten sowie der Unterteil der Bünn.
Da weder die ursprünglichen Baupläne noch ein Halbmodell vorlagen, wurde vor der Restaurierung 1976 versucht, möglichst viele andere Dokumente zu finden, um den ursprünglichen Bauzustand so weit wie möglich wiederherzustellen. So wurden Fotos ausgewertet, welche die Catarina zeigten, es wurde versucht, über die Familie weitere Werftunterlagen zu erhalten, und es wurden Interviews mit Personen geführt, welche selbst auf diesem Schiff gefahren waren. Fehlende Informationen zu bestimmten Sachverhalten sollten durch den Vergleich mit Dokumenten über andere Schiffe gleicher Bauart ausgeglichen werden, ebenso wurde das damals letzte bekannte existierende Schiff ähnlicher Bauart, der Fischewer Maria HF 31, intensiv studiert (die Maria ist selbst im Deutschen Museum in München zu besichtigen). Die Umsetzung aller eingeholten Ergebnisse führte zu dem heute sichtbaren Zustand. Dieser wird seitens der Betreiber als nächstmögliche Annäherung an den Urzustand betrachtet, welcher unter Berücksichtigung der aus heutiger Sicht notwendigen Änderungen zur Infahrthaltung, wie Motor sowie weiterer Navigationshilfen, Funk etc., möglich ist.

## Beschreibung des Schiffes
Der Rumpf der Catarina ist eine Mischform. Beim Bau entsprach er fast vollständig dem der flachbodigen Ewer. Allerdings hatte die Catarina nicht das bei Ewern sonst übliche Rundheck, sondern ein überhängendes Heck mit geradem Spiegel. Rübcke hatte sich hier offensichtlich durch die damals neuen Finkenwerder Kutter inspirieren lassen. Der Rumpf ist „Eiche auf Eiche“ gebaut, das heißt, die Spanten und die Planken bestehen aus diesem Holz. Die Decksbeplankung ist aus Nadelholz.
Die Catarina führte zwei hintereinander liegende Schwerter und nicht wie sonst üblich Seitenschwerter. Heute wird lediglich ein Schwert geführt. Im Mittschiffsbereich befindet sich eine Ladeluke, die durch Holzabdeckungen verschlossen ist. Hinter dem Besanmast befindet sich ein so genanntes Nachthaus. Dabei handelt es sich mehr oder weniger um eine kleine, freistehende Kommode, in der neben dem Kompass kleinere Utensilien untergebracht werden können, die der Rudergänger auf seiner Wache benötigen könnte. Direkt hinter dem Nachthaus liegt eine Plicht, hier Versaufloch genannt, gefolgt von der Ruderpinne.
Im Vorschiff befindet sich die Mannschaftslogis mit drei Kojen und einem Kohleofen, der auch zum Kochen genutzt wird. Vor den Kojen sind Bänke eingebaut, welche auch als Stauraum nutzbar sind. In der Mitte ist ein Tisch fixiert. Man erreicht die Logis direkt durch eine im Deck befindliche Niedergangsluke. Der Mittschiffsraum wird hauptsächlich durch den Bünn, einen mit Wasser gefluteten Kasten zur Aufnahme von den gefangenen, noch lebenden Fischen, ausgefüllt. Dieser Kasten war notwendig, da es damals auf den kleinen Fischereischiffen keine Konservierung mit Eis gab. Dies lag daran, dass weder Platz für Kühlräume entsprechender Größe zur Mitnahme von Eis (siehe dazu das Prinzip des Eiskellers) noch die technischen Voraussetzungen zum Betrieb von Eismaschinen gegeben waren. Erreichte das Schiff nach seiner Fangreise den Hafen, wurden die Fische mit einem Kescher eingefangen und erst kurz vor dem Verkauf getötet. Sie wurden dann direkt vom Schiff in sogenannten Stiegen (20 Fische) auf dem Fischmarkt verkauft.
An Backbord befinden sich heute zwei weitere Behelfskojen, an Steuerbord Ausrüstungsschapps. Im achteren Teil des Schiffes befindet sich der Motor. Im Jahre 1928 erhielt das Schiff, vermutlich nach Kappung des Besanmastes, ein Steuerhaus. An Deck wurde ein flacher, eiserner Maschinenraumaufbau aufgesetzt, und die Heckschanz wurde senkrecht gestellt. Weitere bekannte, wesentliche Umbauten waren der Anbau von zusätzlichen Seitenschwertern in den Jahren vor 1941 sowie der Umbau der vorher größeren Bünnluke mit unbekannter Datierung. 1941 schließlich wurde die ursprünglich eckige Kimm rund beplankt und die Catarina erhielt eine eiserne Niedergangskappe zum Logis auf dem Vordeck. Explizite Gründe für die jeweiligen Umbauten sind nicht bekannt, sie lassen sich im Einzelfall aus sicherheitstechnischen Aspekten oder modischen Erscheinungen, welche durch den jeweiligen Eigner ausprobiert wurden, erklären. So sind zum Beispiel Eisenteile in der Regel einfach pflegeleichter als ihre hölzernen Pendants.
Erst 1917 wurde der erste Motor in die Catarina eingebaut, ein Jastram Benzinmotor mit 15 PS. 1928 folgt ein Glühkopfmotor unbekannter Marke mit 25 PS, 1938 ein Dieselmotor MAN mit 75 PS. Nach dem Verkauf nach Bremerhaven erhielt die Catarina als neuen Motor einen Bohn & Kähler (40 PS), 1960 ein 75-PS-Modag. Heute arbeitet ein Hanomag-Diesel im Rumpf des Schiffes.
Bei der Riggform handelt es sich um eine gaffelgetakelte Ketsch. Am Großmast kann oberhalb der Großgaffel noch ein Topsegel geführt werden. Die Fock läuft über eine Fockleitschiene, so dass sie von einer Person bedient werden kann. Der Klüver wird mittels eines Rackringes zur Nock des Klüverbaumes gezogen und dann gesetzt. Neben den üblichen Wanten ist der Großmast mit Backstagen gegen das Abkippen nach vorne gesichert. Im Laufe der Jahre war die Catarina mehr und mehr ihrer Segel und Masten beraubt worden, bis sie schließlich nur noch als Motorschiff eingesetzt wurde. Heute ist sie wieder im angenommenen Urzustand getakelt.

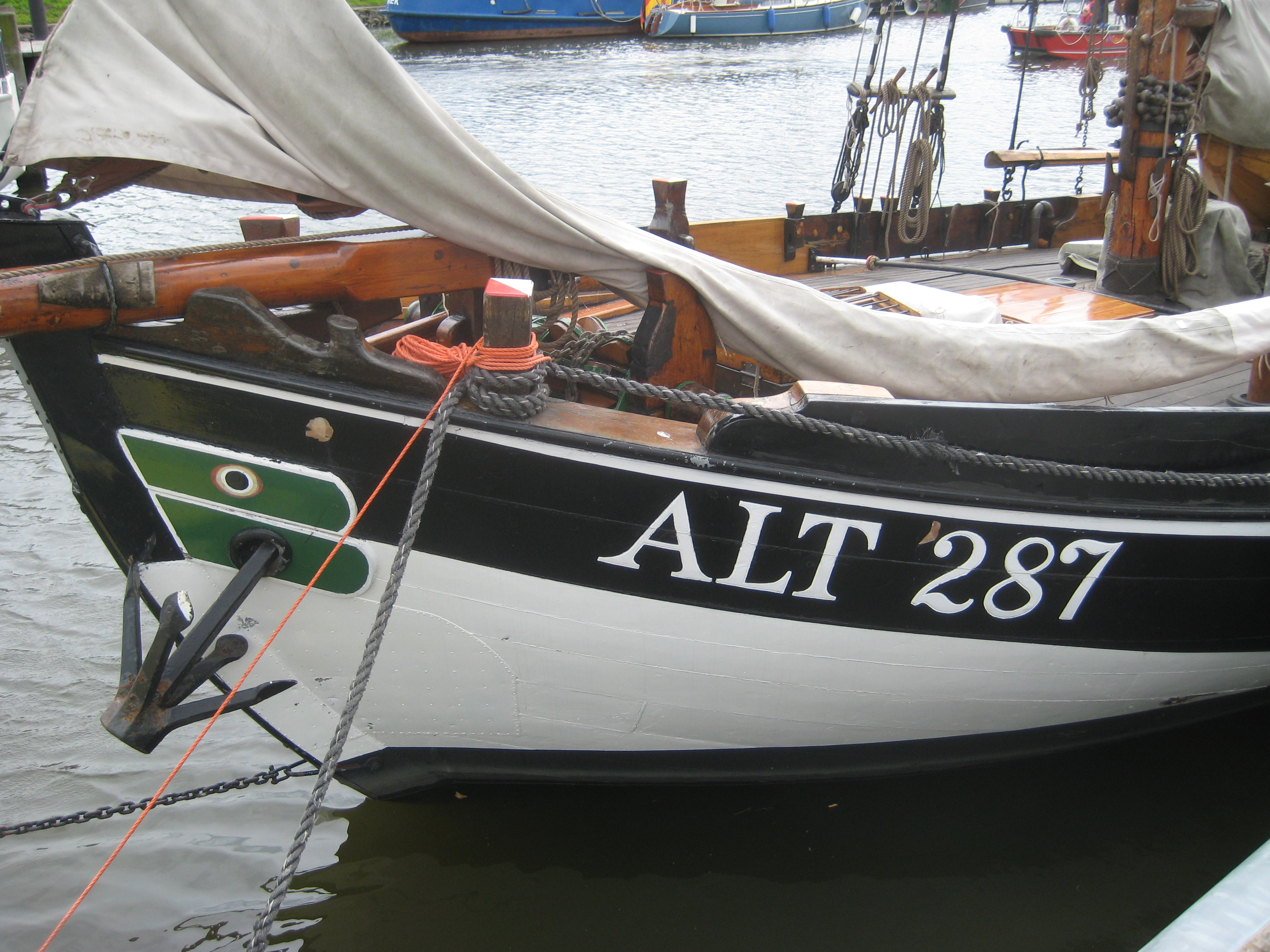
Bug
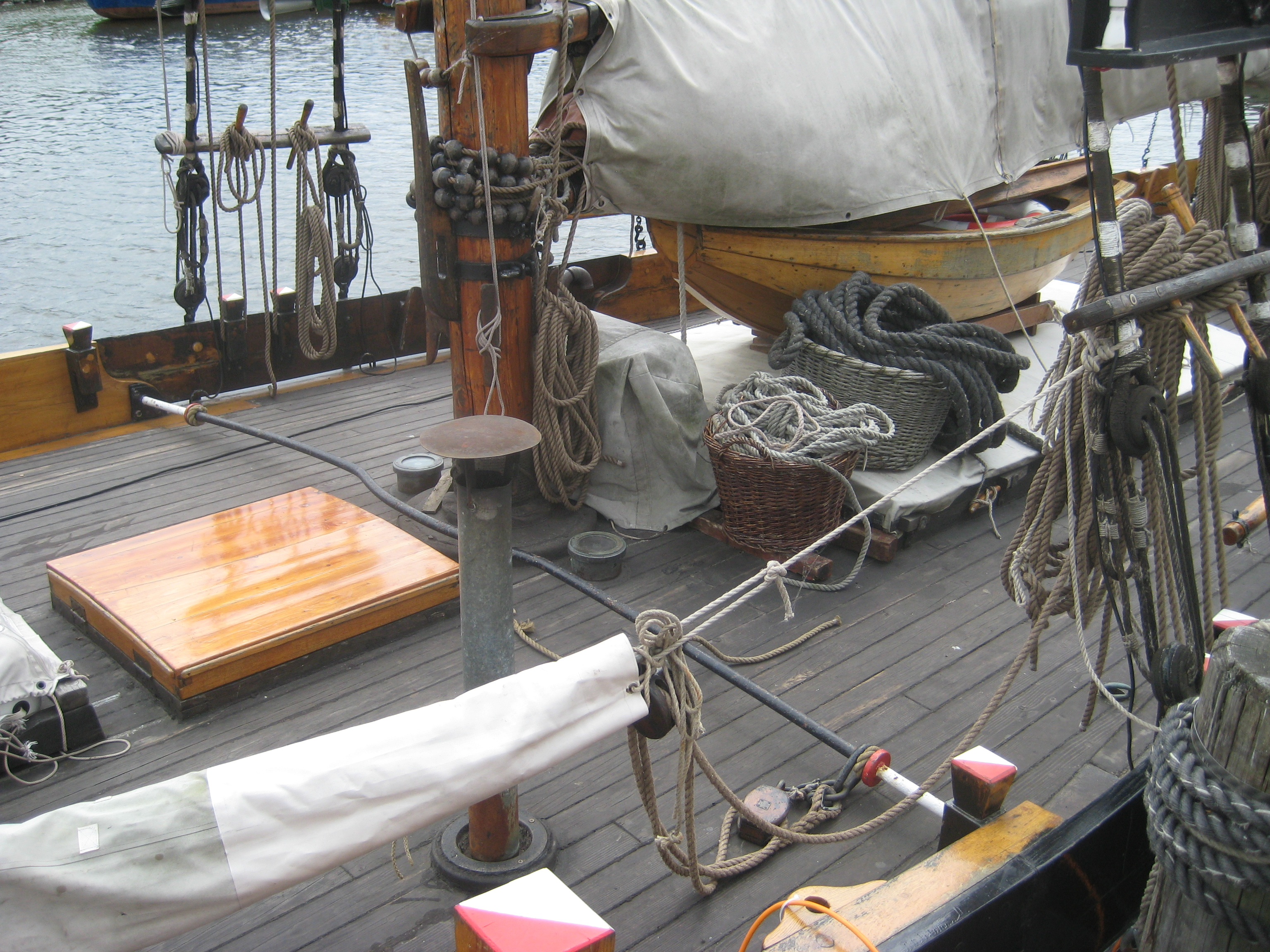
Vorschiff
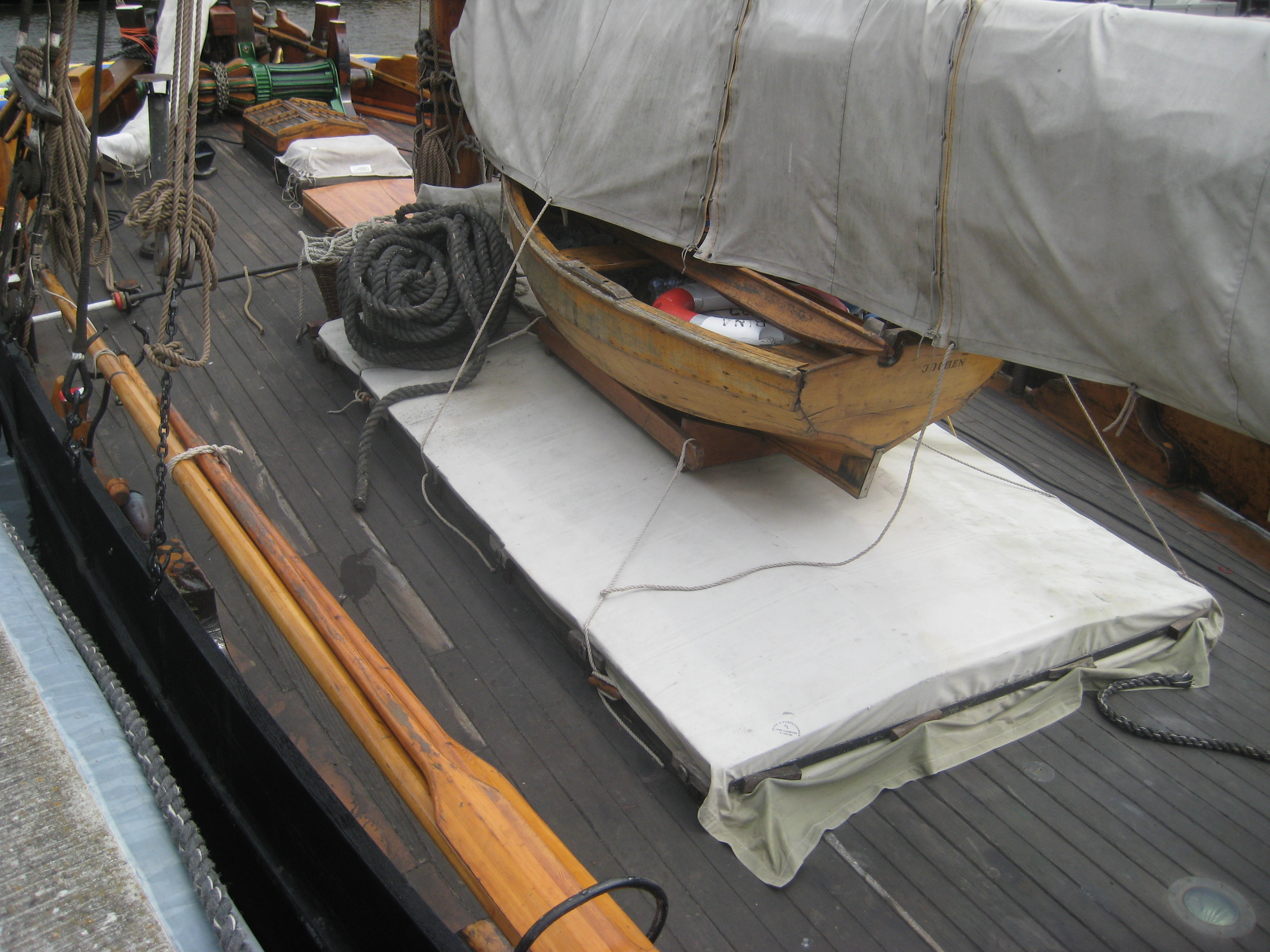
Abgedeckte Bünn
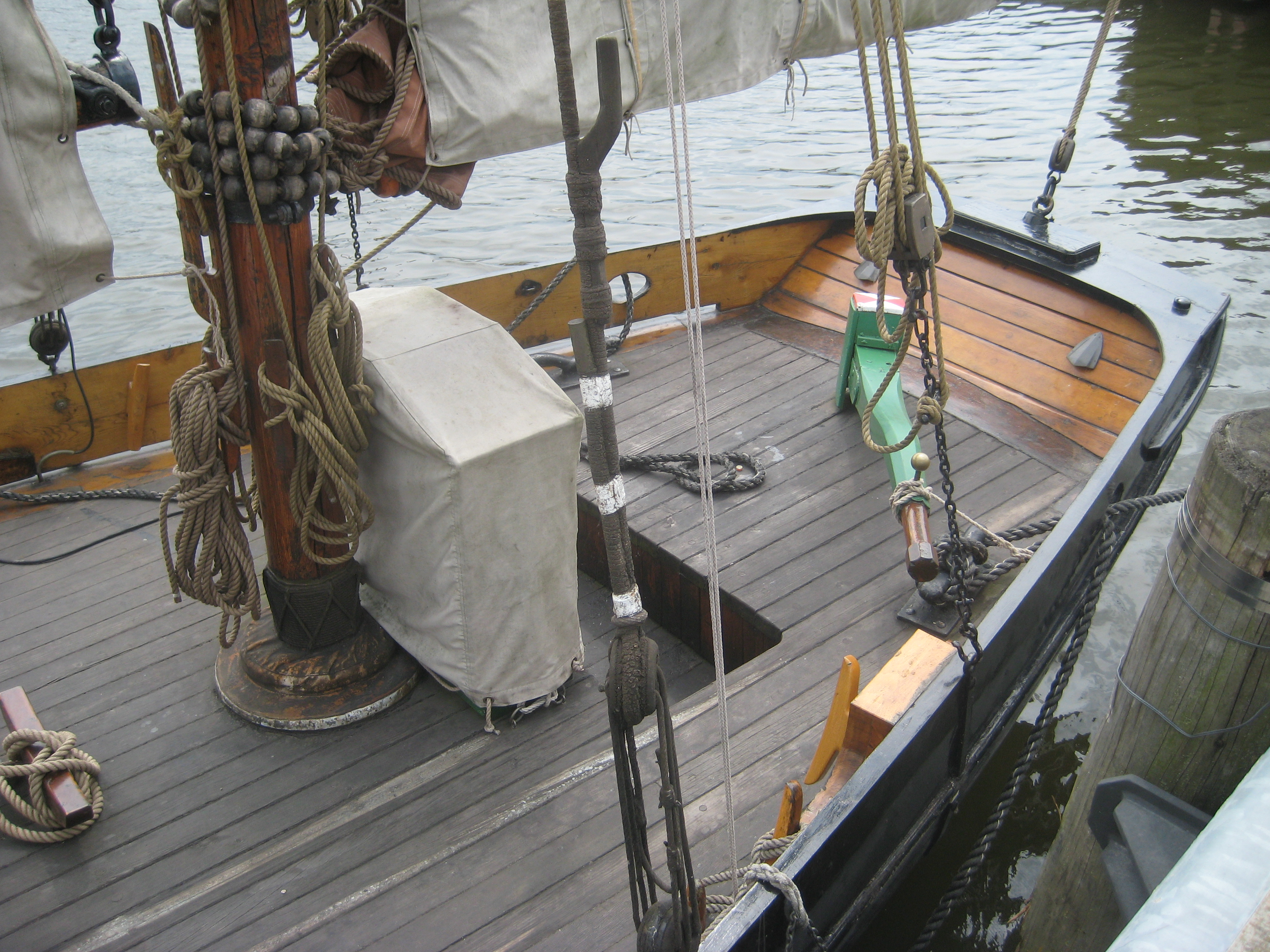
Plicht und abgedeckter Steuerstand
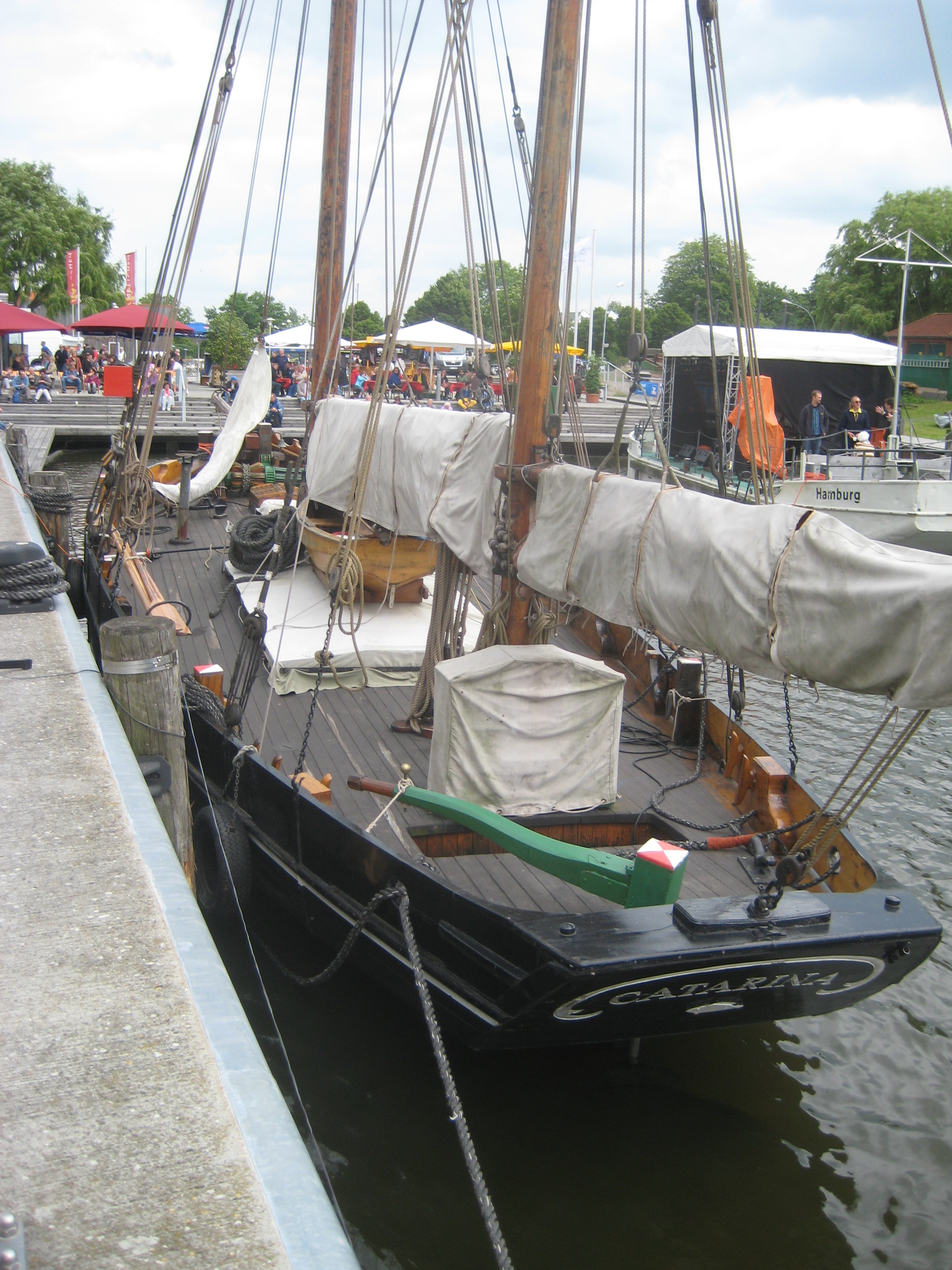
Überhängendes Heck